# 325 (số)
325 (ba trăm hai mươi lăm) là một số tự nhiên ngay sau 324 và ngay trước 326.